# Operacja Northwoods

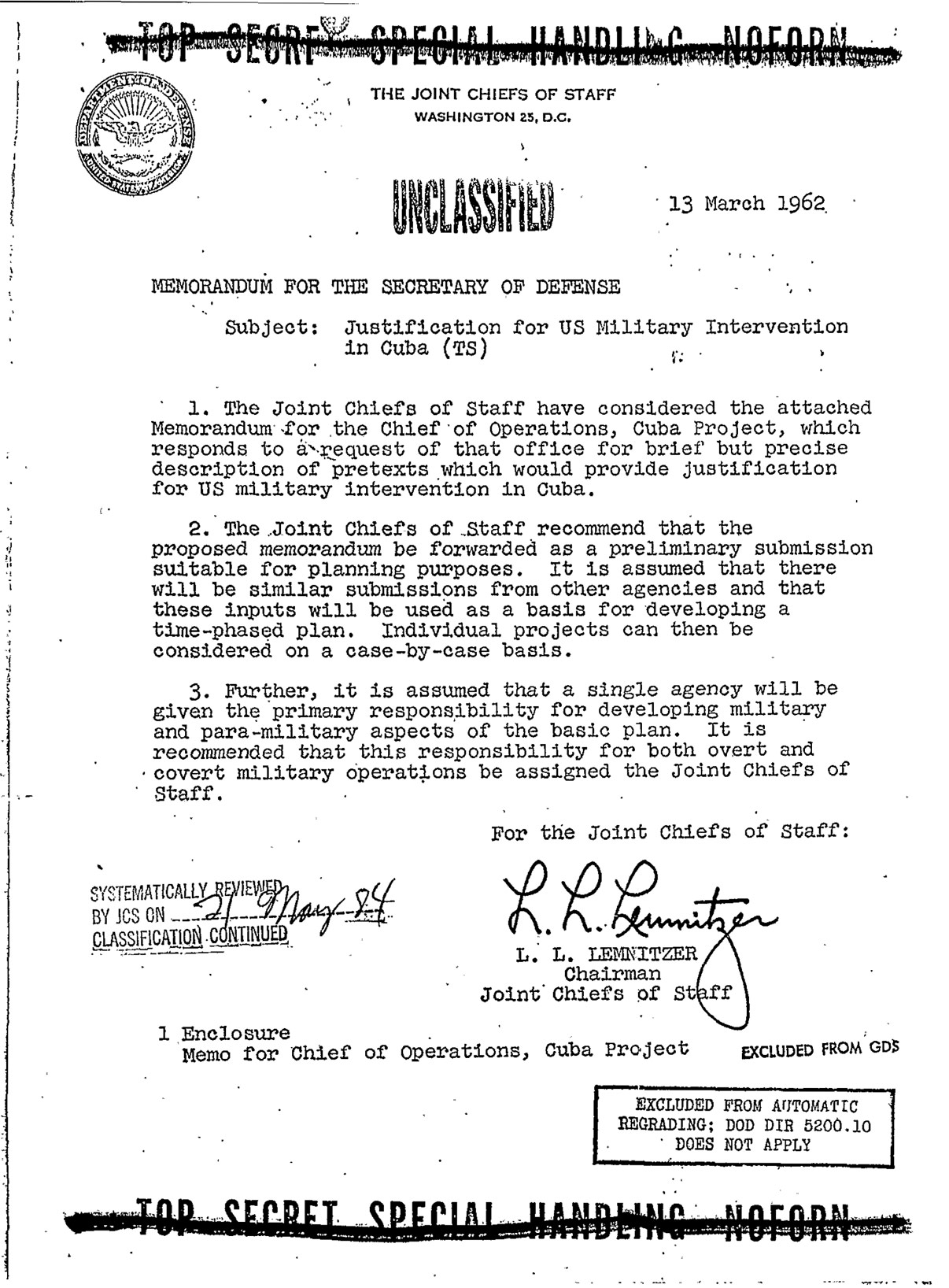
Memorandum operacji Northwoods – 13 marca 1962 roku

Operacja Northwoods lub Northwoods – kryptonim tajnej operacji pod fałszywą flagą, zaproponowanej przez rząd Stanów Zjednoczonych w 1962 roku. Zakładała przeprowadzenie przez CIA lub inne agencje rządowe ataków terrorystycznych w miastach USA na własnych obywateli; ataki te miały zwiększyć publiczne poparcie dla planowanej wojny przeciwko Fidelowi Castro na Kubie. Jeden z wariantów planu proponował rozpętanie kampanii terroru kubańskiego na obszarze Miami, innych miast Florydy, a nawet w samym Waszyngtonie.
Zawarte w planach operacji porwanie samolotu oraz zamachy, obwiniające przy pomocy fałszywych dowodów rząd Kuby, miały stanowić Casus belli dla Stanów Zjednoczonych.
Operacja Northwoods została opracowana przez Kolegium Połączonych Szefów Sztabów, podpisana przez przewodniczącego Lymana Lemnitzera i wysłana do sekretarza obrony.
Plan był częścią amerykańskiego Projektu Kuba (operacja Mongoose), inicjatywy zmierzającej do odzyskania kontroli nad Kubą.
Operacja nigdy nie została oficjalnie zatwierdzona ani wykonana.

## Geneza i upublicznienie operacji
Szkic operacji został przedstawiony w dokumencie zatytułowanym „Uzasadnienie interwencji wojskowej USA na Kubie (TS)”. Dokument został opracowany przez Departament Obrony (DoD) oraz komórkę Kolegium Połączonych Szefów Sztabów (JCS) odpowiedzialną za rejon Karaibów. (Zamieszony na marginesie „TS”, jest skrótem od „Top Secret”.)
Dokument został przedstawiony przez Kolegium Połączonych Szefów Sztabów, sekretarzowi obrony Robertowi McNamarze w dniu 13 marca w celu wstępnego planowania. Kolegium Połączonych Szefów Sztabów rekomendowało, aby zarówno jawne, jak i ukryte aspekty operacji były im przypisywane.
Plany operacji zostały pierwotnie opublikowane 18 listopada 1997 roku, przy odtajnianiu dokumentów związanych z zabójstwem Johna F. Kennedy’ego, amerykańskiej Federalnej Agencji nadzorującej upublicznianie zapisów związanych z zamachem.
W sumie 1521 stron tajnych dokumentów obejmujących okres od 1962 do 1964 roku zostało jednocześnie upublicznionych.
Dokumenty dotyczące operacji, zostały opublikowane w sieci, w formie kompletnej (m.in. z tytułową  stroną), przez Archiwum Bezpieczeństwa Narodowego 30 kwietnia 2001 roku.

## Założenia operacji
W odpowiedzi na wniosek o pretekst dla interwencji wojskowej, Szefa operacji Projektu Kuba, Gen. Edward Lansdale, w dokumencie wymieniono działania (w niektórych przypadkach określono ogólne plany), które według autorów zagwarantują publiczne i międzynarodowe poparcie dla interwencji wojskowej na Kubie:
1. Użyć prowokacji jako podstawy do interwencji wojskowej USA na Kubie. Wskazane jest także zainscenizować takie działania, aby przekonać Kubańczyków o nieuchronności inwazji. Możliwe incydenty pozwolą na szybką interwencję, jako odpowiedź na kubańskie działania.
2. Szereg dobrze skoordynowanych incydentów w Guantanamo jak i w okolicy, przeprowadzonych przez wrogie siły kubańskie.
  1. Działania mające na celu uwiarygodnienie ataku (nie jest to porządek chronologiczny):
    - Rozpowszechnienie plotek (wielu). Użycie radia.
    - Lądowanie zaprzyjaźnionych Kubańczyków w mundurach „przez płot”, w celu przygotowania ataku na bazę.
    - Pochwycenie kubańskich (przyjaznych) sabotażystów wewnątrz bazy.
    - Zamieszki w pobliżu głównej bramy bazy (przyjaźni demonstranci)[13].
    - Wysadzenie amunicji wewnątrz bazy; rozniecenie pożarów.
    - Zniszczenie samolotu (sabotaż).
    - Przemyt amunicji do moździerzy z zewnątrz do bazy. Uszkodzenia niektórych instalacji.
    - Przechwycenie zespołów zamachowców przypływających od strony morza lub z okolic miasta Guantanamo.
    - Zatrzymanie oddziału szturmowego.
    - Sabotaż statku w porcie.
    - Zatopienie jednostki w pobliżu wejścia do portu. Inscenizacja pogrzebów ofiar.

  2. Odpowiedzią USA byłyby zabezpieczenia dostaw wody i energii elektrycznej, zniszczenie artylerii, która zagraża bazie.
  3. Następnie rozpoczęcie operacji wojskowych na dużą skalę.
3. Inscenizacja incydentu podobnego do tego z USS „Maine”:
  1. Zniszczenie amerykańskiego statku w Zatoce Guantanamo, obwinienie Kuby.
  2. Zniszczenie zdalnie sterowanego statku (bezzałogowego) na kubańskich wodach. Przyczyną takiego zdarzenia w pobliżu Hawany lub Santiago miałby być kubański atak z powietrza lub morza, albo obu naraz. Sama obecność kubańskich samolotów lub statków miałaby wystarczyć, aby dostarczyć dowodów na to, że statek został zniszczony przez stronę Kubańską. Bliskość do Hawany lub Santiago ma dodać wiarygodności incydentu.
4. Zainscenizowanie kampanii terroru komunistycznego na obszarze Miami, Florydy, Waszyngtonie[14]. Ofiarami zamachów mieliby być uchodźcy z Kuby. Zatopienie łodzi pełnej Kubańczyków w drodze z Florydy (rzeczywista lub symulowana). Kilka eksplozji bomb w starannie wybranych miejscach, aresztowanie kubańskich agentów oraz produkcja specjalnie spreparowanych dokumentów potwierdzających kubańskie zaangażowanie.
5. Zainscenizowanie „kubańskich” desantów na plażach sąsiednich państw. Poparcie przez Kubę działań wywrotowych na Haiti, Dominikanie, Gwatemali, Nikaragui. Działania takie mogą zostać zwielokrotnione oraz upublicznione. Wykorzystanie wrażliwości Dominikany na wtargnięcie w przestrzeń powietrzną. Bombardowanie w nocy przez „kubańskie” B-26 lub C-46. Operacja ta mogłaby być połączona z „kubańską” wiadomością dla podziemia komunistycznego w Republice Dominikańskiej.
6. Wykorzystanie myśliwców MIG przez amerykańskich pilotów; miałoby to przynieść dodatkowe korzyści prowokacji. Atak na samoloty cywilne, zniszczenie amerykańskich samolotów wojskowych, jako działania uzupełniające[15]. Odpowiednio pomalowane samoloty F-86, mające przekonać pasażerów linii lotniczych o ataku kubańskiego Migów oraz poinformowanie przez pilota o takim fakcie. Podstawową wadą tej propozycji miałyby być problemy z odpowiednią modyfikacją samolotu.
7. Próba porwania samolotu cywilnego przez agentów rządu Kuby.
8. Przygotowanie przekonujących dowodów na to, że kubański samolot zaatakował oraz zestrzelił cywilny samolot w drodze ze Stanów Zjednoczonych do Jamajki, Gwatemali, Panamy lub Wenezueli. Pasażerami mogłaby być grupa studentów udająca się na wakacje lub jakiejkolwiek inna grupa osób zainteresowania wspólnym wyczarterowaniem lotu.
  1. Przygotowane zostałyby dwa identyczne samoloty o takich samych numerach, z czego jeden byłby oficjalnie zarejestrowany na kontrolowaną przez CIA firmę, działającą na obszarze Miami. W wyznaczonym czasie duplikat miał być załadowany starannie wybranymi pasażerami, pod fałszywymi nazwiskami. Oficjalnie zarejestrowany samolot miał być przekształcony w bezzałogową, zdalnie sterowaną jednostkę.
  2. Start obu samolotów miał być starannie zaplanowany, aby umożliwić spotkanie się obu jednostek na południe od Florydy. W wyznaczonym punkcie, samolot z pasażerami na pokładzie miał obniżyć lot i utrzymując niski pułap wylądować na terenie Bazy Lotniczej Eglin. Tam miała się odbyć uzgodniona ewakuacja pasażerów oraz powrót samolotu do pierwotnego stanu (tj. sprzed upodobnienia do oficjalnej jednostki). W międzyczasie zdalnie sterowany samolot nadal kontynuował plan lotu. Po znalezieniu się w pobliżu Kuby, miał rozpocząć nadawać sygnał „Mayday” na międzynarodowej częstotliwości, wraz z komunikatem stwierdzającym atak przez kubańskie myśliwce. Transmisja zostałaby przerwana przez zdalne zniszczenie samolotu. To pozwoliło by na poinformowanie USA o incydencie przez ICAO[16], mającą swoją stacje radiową na półkuli zachodniej. Dzięki temu Stany Zjednoczone nie musiałyby same przedstawiać informacji o zestrzeleniu; dodatkowo incydent zostałoby potwierdzony przez międzynarodową agendę ONZ.
9. Jeżeli byłoby to możliwe, stworzyć sytuacje, w której kubańskie Migi zestrzeliłyby samolot USAF nad wodami międzynarodowymi, w niesprowokowanym ataku.
  1. Cztery lub pięć samolotów F-101 miało być wysyłane z bazy Homestead na Florydzie, w pobliże Kuby. Ich misją byłaby symulacja walki powietrznej nad południową Florydą. Załogi zostałyby poinformowane, aby pozostać co najmniej 12 mil od wybrzeży kubańskich. W przypadku wrogich działań podjętych przez kubańskie Migi, będą mogli użyć ostrej amunicji.
  2. Podczas tych lotów, wcześniej poinformowany pilot, nadałby komunikat o zaatakowaniu przez Migi wraz z informacją o zestrzeleniu. Na tym transmisja miała się zakończyć. Pilot miał obniżyć lot oraz kierować się bezpośrednio na zachód do bazy Eglin. Po wylądowaniu samolot otrzymałby nowy numer. Pilot całą misje wykonywałby pod fałszywym nazwiskiem, by uchronić swoją właściwą tożsamość.
  3. W mniej więcej tym samym czasie okręt podwodny na domniemanym miejscu zestrzelenia, umieściłby szczątki F-101, spadochron itp., od 15 do 20 mil od wybrzeży kubańskich. Piloci powracający do bazy Homestead, przedstawiliby prawdziwe dane o widzianych szczątkach. Statki ratownicze oraz samoloty wysłane w rejon zestrzelania, poinformowałyby o znalezionych częściach samolotu[17].

## Założenia operacji Mongoose

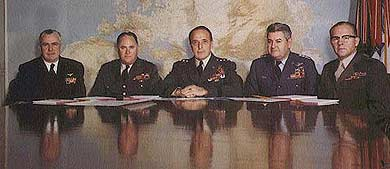
Członkowie Kolegium Połączonych Szefów Sztabów, od lewej: adm.
George W. Anderson Jr. (szef operacji morskich), gen. Goerge H. Decker, gen. Leyman L. Lemnintzer (przewodniczący), gen. Curtis E. LeMay, gen. David M. Shoup (dowódca korpusu Marines)

Oprócz operacji Northwoods, w ramach operacji Mongoose, Departament Obrony przygotował kilka podobnych propozycji wymierzonych przeciwko rządowi Fidela Castro.
Dwanaście z nich pochodzą z 2 lutego 1962 roku, z dokumentu zatytułowanego „Możliwe działania, aby sprowokować, nękać lub zakłócić spokój na Kubie”, opracowanego przez gen. William H. Craiga oraz przedstawionego gen. Edward Lansdale, dowódcy operacji Mongoose.
Memorandum zawiera również operację Bingo, która ma stworzyć pozorowany atak na Guantanamo Bay Naval Base, dostarczając w ten sposób pretekstu do ataku na Kubę.
Obejmuje również Operacje Dirty Trick, która zakładała obwinienie Castro w razie niepowodzenia misji Mercury 6. Celem tej operacji było dostarczenie dowodu, który nieodwołalnie powinien dowieść, że niepowodzenie programu Mercury jest spowodowane działalnością komunistów na Kubie.
Nawet po utracie przez gen. Lemnitzera stanowiska przewodniczącego Kolegium Połączonych Szefów Sztabów, Kolegium nadal opracowywało plany operacji co najmniej do 1963 roku. Inny dokument Departamentu Obrony utworzony w 1963 roku, omawia plan, w którym Kuba zaatakowała członka Organizacji Państw Amerykańskich (OPA), dając pretekst Stanom Zjednoczonym do wykonania odwetu. Plan wyraża przekonanie, że takie rozpoczęcie konfliktu, zagwarantuje USA prawie na pewno poparcie dwóch trzecich członków OPA, dla wspólnych działań militarnych przeciwko Kubie.
Zaproponowano również cele do skrytych ataków na Trynidadzie i Tobago oraz na Jamajce. Jako że oba państwa są członkami Brytyjskiej Wspólnoty Narodów, Kolegium  Połączonych Sztabów  miało nadzieje, że potajemnie ataki, a następnie fałszywie obwinienie Kuby,  mogłyby wpłynąć na poparcie wojny przez obywateli Wielkiej Brytanii. Pomysł ten został opisany jako bardzo ryzykowny, ze względu na trudności w zachowaniu pełnej tajemnicy; rekomendowano, aby tą operacją zajmowała się grupa starannie wyselekcjonowanych osób.
Raport Departamentu Obrony sugeruje również potajemnie przekupienie jednego z dowódców wojsk Kuby,  aby ten rozpoczął atak na Guantanamo.

## Reakcja
Prezydent John F. Kennedy osobiście odrzucił wniosek proponujący rozpoczęcie operacji Northwoods. Jak wynika z dokumentu Pentagonu z dnia 16 marca 1962 roku, opisujący spotkanie gen. Lemnitzera z prezydentem, generał ogólnie poinformował, że wojsko ma plany interwencji USA na Kubie. Ponadto przygotowano plany stworzenia pretekstów możliwych do wykorzystania, dzięki którym można by było dokonać odwetu. Prezydent odpowiedział dosadnie, że nie ma zamiaru użycia sił zbrojnych. Zasugerował aby generał Lemnitzer zaangażował siły i środki do rozwiązania problemu Berlina.
Pomimo tego wniosek o rozpoczęcie operacji został wysłany do zatwierdzenia przez sekretarza obrony, Roberta McNamarę, ale nie został zrealizowany. Wkrótce potem Kennedy usunął gen. Lemnitzera ze stanowiska przewodniczącego Kolegium Szefów Połączonych Sztabów; po odwołaniu  Lemnitzer został w styczniu 1963 Naczelnym Dowódcą Połączonych Sił Zbrojnych NATO.
Ciągły nacisk przeciwko rządowi kubańskiemu przez wewnętrzne elementy amerykańskich wojsk oraz wywiadu (nieudane lądowanie w Zatoce Świń oraz Projekt Kuba), zmobilizowały USA do bardziej aktywnych, agresywnych działań przeciwko ruchom komunistycznym na całym świecie. Po Zatoce Świń, Kennedy odwołał dyrektora CIA, Allena Dullesa, zastępcę dyrektora Charlesa P. Cabella oraz głównego planistę inwazji w Zatoce Świń, Richarda Bissella, samemu zwracając większa uwagę na Wietnam.
W dniu 3 sierpnia 2001 roku Zgromadzenie Narodowe Władzy Ludowej (główny organ ustawodawczy Republiki Kuby) wydał oświadczenie odnoszące się do operacji Northwoods i operacja Mongoose, w którym stanowczo potępiono plany USA.